# 고시야마촌
고시야마촌(神志山村)은 일본 미에현 미나미무로군에 설치되었던 촌이다. 현재의 미하마정, 구마노시의 일부에 해당한다.